# الأمارار
قبيلة الأمارار أو الأمارأر هي قبيلة بدوية من شعب البجا تسكن المنطقة الواقعة بين سواكن في الجنوب والقصير في الشمال، تسكن القبلية بين قبائل العبابدة والبشاري وقبيلة الهدندوة البجوية. تنقسم القبيلة إلى أربع عائلات كبيرة: ولد جويلي وولد علياب وولد كرباب واجداب وعمار. يقال أن القبيلة تنحدر من عمار العقيلي القرشي الي جاء مع نسل جيش عربي غازٍ. ويتحدث أفراد هذه الجماعة لهجة من لهجات لغة البجا تستخدم عددًا أقل من الكلمات المستعارة مقارنةً بلهجات قبائل الأخرى البجا الأخرى. استقرت جماعات من القبيلة في مناطق طوكر والقاش، التي أقيمت بها مشاريع زراعية.